# Anđelka Martić
Anđelka Martić (Andjelka Martić, ur. 1 maja 1924 w Zagrzebiu, zm. 11 listopada 2020 tamże) – chorwacka pisarka i tłumaczka, autorka książek dla dzieci. Najbardziej znana jest z dziecięcej prozy wojennej, zwłaszcza z powieści Pirgo (pol. Piegasek), opowiadającej o przyjaźni chłopca i osieroconego jelonka w zawierusze II wojny światowej.
Urodziła się jako drugie z trójki dzieci. Jej ojciec zmarł młodo w 1933, a chorowita matka z trudem wiązała koniec z końcem, więc spędzała czas z dziadkami na wsi. Te pobyty stały się jednym z głównych motywów jej twórczości literackiej.
Tuż przed wybuchem II wojny światowej ukończyła szkołę średnią. Po tym, jak jej brat, działacz jugosłowiańskiego ruchu oporu, został zdemaskowany i schwytany w 1941 przez chorwacką marionetkową milicję państwową, a następnie stracony w lutym 1942 w obozie koncentracyjnym Jasenovac, dołączyła do partyzantów i została korespondentką wojenną. Przeprowadziła w tym czasie pierwszy wywiad z Josipem Broz Tito. Pod koniec wojny brała udział w wyzwoleniu Belgradu, otrzymując jugosłowiański Medal Za Odwagę za uratowanie rannego towarzysza broni.
Jej pierwsze wiersze ukazały się w czasopiśmie "Kulturni prilozi". Po wojnie pracowała jako dziennikarka w gazetach "Vjesnik" i "Omladinski Borac" oraz w czasopiśmie dla dzieci "Pionir". Była redaktorką naczelną magazynu dziecięcego "Radost" i redaktorem naczelnym wydawnictwa "Naša djeca". 
Od 1954 była członkiem Stowarzyszenia Pisarzy Chorwackich.
Była autorką wierszy, książek dla dzieci i tekstów do książek obrazkowych. Jest najwybitniejszą autorką chorwackiej prozy wojennej dla dzieci; jednak kilka jej dzieł to książki autobiograficzne i proza fantastyczna, nawiązująca do najlepszej tradycji chorwackiej pisarki Ivany Brlić-Mažuranić. W swojej powieści Pirgo (pol. Piegasek), napisanej w pierwszej osobie, opowiada liryczną historię o wojnie, w której cierpią zarówno ludzie, jak i zwierzęta.
Jej utwory tłumaczono na języki obce: od polskiego, czeskiego, rosyjskiego i włoskiego po esperanto, chiński i perski. Sama przetłumaczyła wiele książek z języka słoweńskiego.
Na język polski jej twórczość tłumaczyły: Maria Krukowska, Danuta Cirlić-Straszyńska i Muriel Kordowicz. W 1971 otrzymała polski Order Uśmiechu.
Jej mężem był chorwacki matematyk i ekonomista Ljubomir Martić (1922–2017).
Pochowana na Cmentarzu Mirogoj w Zagrzebiu.

## Twórczość
- Mali konjovodac i druge priče – Zagrzeb 1951;
- Bjelkan – Zagrzeb 1951;
- Pirgo – Zagrzeb 1953 (wydanie polskie jako Piegasek; tłum. Maria Krukowska, ilustracje Stanisław Rozwadowski; Instytut Wydawniczy "Nasza Księgarnia", Warszawa 1963);
- Jezero u planini – Zagrzeb 1956;
- Vuk na Voćinskoj cesti – Zagrzeb 1956;
- U vihoru – Zagrzeb 1958;
- Dječak i šuma – Zagrzeb 1960;
- Kurir Dragan i njegovo konjče – Sarajewo 1961;
- Neugasivi životi – Zagrzeb 1961;
- Mali borac – Zagrzeb, 1964;
- Proljeće, mama i ja – Zagrzeb, 1968 (wydanie polskie jako Wiosna, mama i ja; tłum. Danuta Ćirlić-Straszyńska, ilustracje Leonia Janecka; Instytut Wydawniczy "Nasza Księgarnia", Warszawa 1971);
- Baba Kata – Zagrzeb 1971 (wydanie polskie jako Babcia Katarzyna; tłum. Muriel Kordowicz, ilustracje Ewa Salamon; Instytut Wydawniczy "Nasza Księgarnia", Warszawa 1981, ISBN 83-10-07977-X; Instytut Wydawniczy "Nasza Księgarnia", Warszawa 1986, ISBN 83-10-07977-X);
- Djedica Pričalo i čarobni vrutak – Zagrzeb, 1977;
- Šašavi dani – Zagrzeb 1978;
- Mali konjovodac – Zagrzeb, 1985;
- Izabrana djela – Zagrzeb, 1991 (w ramach "Biblioteki Stulecia Literatury Chorwackiej");
- Zarobljenik šumske kuće – Zagrzeb, 1999;
- Tri lisice i šumski car – Zagrzeb, 2002;
- Dječak div i druge bajke – Zagrzeb, 2002.